# N'Goussa
N'Goussa là một đô thị thuộc tỉnh Ouargla, Algérie. Dân số thời điểm năm 2002 là 13.344 người.